# Bünghausen

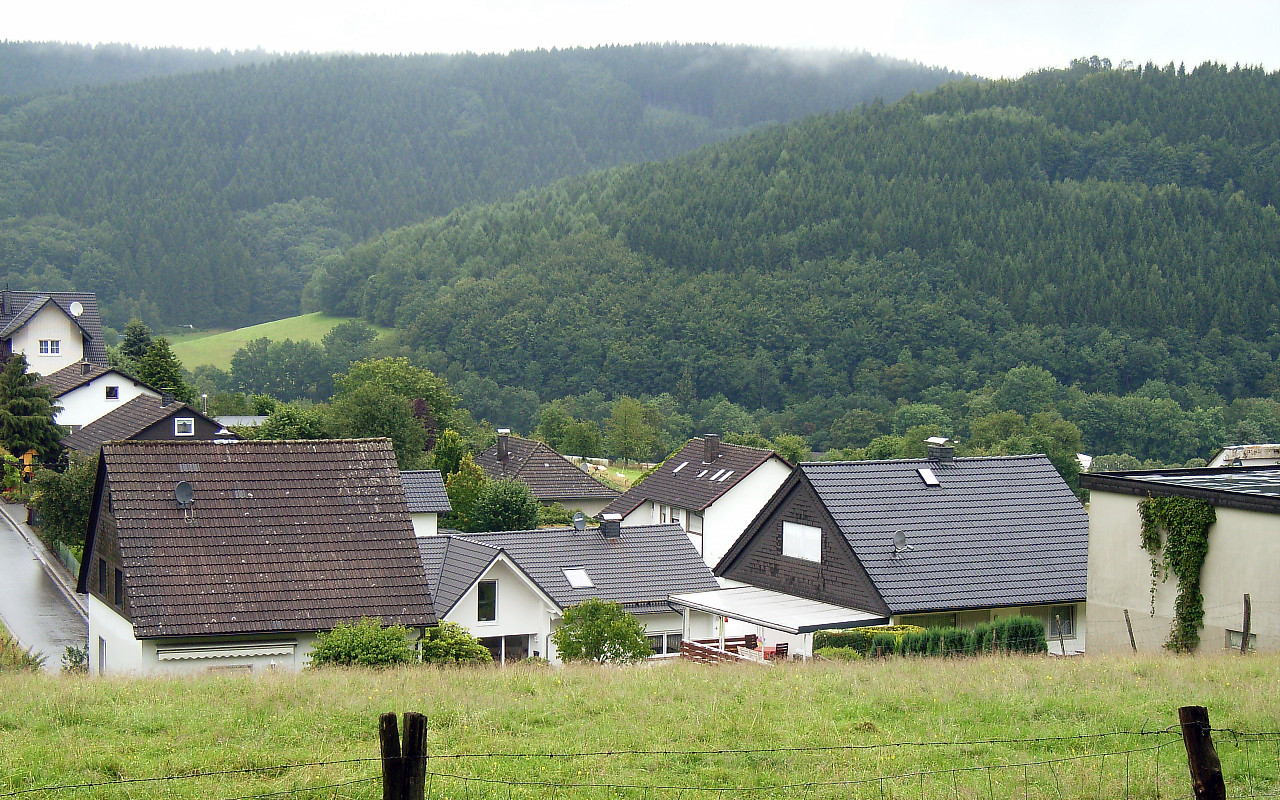
Blick auf Bünghausen und das Tal der Agger von Süden

Bünghausen ist ein Ortsteil von Gummersbach im Oberbergischen Kreis im südlichen Nordrhein-Westfalen, Deutschland.

## Geographie
Der Ort liegt knapp neun Kilometer südwestlich des Stadtzentrums abseits der B 55 links der Agger, heutzutage so wie Hunstig direkt an den wesentlich größeren Nachbarort Dieringhausen angrenzend.

## Geschichte
1465 findet der Ort erstmals urkundlich als Buhnenkusen Erwähnung; er wird in Zusammenhang mit Gebrechen Homburg-Berg wegen Einwanderen genannt.
Bünghausen bildet zusammen mit den Ortsteilen Ohmig, Hömel und Hunstig eine Ortsgemeinschaft, welche auf mehr als 550 Jahre gemeinsame Geschichte zurückblickt. Bis 1969 gehörte Bünghausen wie die drei anderen Orte zur damaligen Gemeinde Bielstein und wurde dann im Zuge der Gemeindereform ein Teil der Stadtgemeinde Gummersbach.

## Wirtschaft und Industrie
Der Klosterhof in Bünghausen – einziger noch existierender landwirtschaftliche Betrieb am Ort – befasst sich schwerpunktmäßig mit der ökologischen Produktion von Lammfleisch aus der Herdbuchzucht Braunes Bergschaf, eine gefährdete Nutztierrasse. Seit 2005 wird mit Rindern der Rasse Rotes Höhenvieh eine weitere gefährdete Nutztierrasse gehalten, zudem liefern seit 2013 Rassehühner (Bresse, Triesdorfer und Mechelner-Hühner) Eier, Brathähnchen und Suppenhühner. Die landwirtschaftliche Nutzfläche des anerkannten GEH-Archehofes beträgt rund 25 Hektar und wird im Haupterwerb bewirtschaftet. Der Hof ist Demonstrationsbetrieb für den Ökologischen Landbau (einer von weniger als 300 in Deutschland) und bietet ein reichhaltiges Angebot für Kinder und Erwachsene.

## Kultur

### Vereinswesen
- Gemeinnütziger Verein Hunstig und Umgebung
- Freundeskreis Klosterhof Bünghausen
- Stammtisch Bünghausen
- TSV Dieringhausen 1888

### Veranstaltungen
- Sankt Martinszug
- Osterfeuer
- Unser Dorf hat Zukunft
- Hoffeste, Kultur im Kuhstall ...

## Verkehr
Der Ort ist nur mittelbar an den ÖPNV angeschlossen. Man erreicht ihn über die Haltestellen Dieringhausen-Königstraße oder Hunstig, welche über die Buslinie 304 (Gummersbach – Nümbrecht / Waldbröl) angeschlossen wird. Auch über die Buslinie 310 (Gummersbach – Engelskirchen / Overath) Haltestelle Brunohl, ist Bünghausen erreichbar.